# Bergen Challenger 1985
Il Bergen Challenger 1985 è stato un torneo di tennis facente parte della categoria ATP Challenger Series nell'ambito dell'ATP Challenger Series 1985. Il torneo si è giocato a Bergen in Norvegia dal 17 al 23 giugno 1985 su campi in terra rossa.

## Vincitori

### Singolare
Jonas Svensson ha battuto in finale  Peter Svensson con il punteggio di 6–2, 7–6

### Doppio
Peter Svensson /  Jonas Svensson hanno battuto in finale  Stefan Eriksson /  Peter Lundgren con il punteggio di 7–6, 4–6, 6–3